# Old Appleton
Old Appleton és una població dels Estats Units a l'estat de Missouri. Segons el cens del 2000 tenia 82 habitants.

## Demografia
Segons el cens del 2000, Old Appleton tenia 82 habitants, 28 habitatges, i 22 famílies. La densitat de població era de 263,8 habitants per km².
Dels 28 habitatges en un 46,4% hi vivien nens de menys de 18 anys, en un 78,6% hi vivien parelles casades, en un 0% dones solteres, i en un 17,9% no eren unitats familiars. En el 10,7% dels habitatges hi vivien persones soles el 3,6% de les quals corresponia a persones de 65 anys o més que vivien soles. El nombre mitjà de persones vivint en cada habitatge era de 2,93 i el nombre mitjà de persones que vivien en cada família era de 3,22.
Per edats la població es repartia de la següent manera: un 30,5% tenia menys de 18 anys, un 8,5% entre 18 i 24, un 36,6% entre 25 i 44, un 17,1% de 45 a 60 i un 7,3% 65 anys o més.
L'edat mediana era de 29 anys. Per cada 100 dones de 18 o més anys hi havia 103,6 homes.
La renda mediana per habitatge era de 47.500 $ i la renda mediana per família de 48.125 $. Els homes tenien una renda mediana de 33.750 $ mentre que les dones 22.188 $. La renda per capita de la població era de 20.894 $. Cap de les famílies estaven per davall del llindar de pobresa.

## Poblacions més properes
El següent diagrama mostra les poblacions més properes.